# Actia jocularis
Actia jocularis är en tvåvingeart som beskrevs av Louis-Paul Mesnil 1957. Actia jocularis ingår i släktet Actia och familjen parasitflugor. Inga underarter finns listade i Catalogue of Life.